# Wydry (ssaki)
Wydry (Lutrinae) – podrodzina drapieżnych ssaków z rodziny łasicowatych (Mustelidae). Spotykane prawie na całym świecie, przystosowane do ziemnowodnego trybu życia.

## Opis
Wydry mają ciało wydłużone, z długim, silnym ogonem. Palce są połączone błoną pławną. Różne gatunki wydr zamieszkują wszystkie kontynenty, z wyjątkiem Australii i Antarktydy. W tak zróżnicowanym rozmieszczeniu pomogła im zdolność do przepływania dużych obszarów wód, w tym także zatok morskich. Jeden gatunek przystosował się do życia w morzu. Jest nim kałan morski. Kałany prawie nigdy nie wychodzą na ląd. Żerują, śpią i rozmnażają się w morskich zatokach.
Wydry są ściśle związane ze środowiskiem wodnym. Żywią się głównie rybami, a uzupełniającą dietę stanowią żaby, raki, kraby, gryzonie i ptaki.

## Systematyka
Do podrodziny należą następujące występujące współcześnie rodzaje:
- Pteronura J.E. Gray, 1837 – arirania – jedynym przedstawicielem jest Pteronura brasiliensis (E.A.W. Zimmermann, 1788) – arirania amazońska
- Lontra J.E. Gray, 1843 – wydrak
- Enhydra Fleming, 1822 – kałan – jedynym żyjącym współcześnie przedstawicielem jest Enhydra lutris (Linnaeus, 1758) – kałan morski
- Hydrictis Pocock, 1921 – jedynym żyjącym współcześnie przedstawicielem jest Hydrictis maculicollis (H. Lichtenstein, 1835) – wydra plamoszyja
- Lutra Linnaeus, 1758 – wydra

Opisano również rodzaje wymarłe:
- Algarolutra Malatesta & Willemsen, 1986[21] – jedynym przedstawicielem był Algarolutra majori (Malatesta, 1978)
- Djourabus Peigné, Bonis, Likius, Mackaye, Vignaud & Brunet, 2008[22] – jedynym przedstawicielem był Djourabus dabba Peigné, Bonis, Likius, Mackaye, Vignaud & Brunet, 2008
- Enhydriodon Falconer, 1868[23]
- Enhydritherium Berta & Morgan, 1985[24] – jedynym przedstawicielem był Enhydritherium terraenovae Berta & Morgan, 1985
- Kenyalutra Schmidt-Kittler, 1987[25] – jedynym przedstawicielem był Kenyalutra songhorensis Schmidt-Kittler, 1987
- Lartetictis Ginsburg & Morales, 1996[26]
- Limnonyx Crusafont i Pairó, 1950[27]
- Lutraeximia Cherin, Iurino, Willemsen & Carnevale, 2016[28]
- Megalenhydris Willemsen & Malatesta, 1987[29] – jedynym przedstawicielem był Megalenhydris barbaricina Willemsen & Malatesta, 1987
- Mionictis Matthew, 1924[30]
- Paludolutra Hürzeler, 1987[31]
- Paralutra Roman & Viret, 1934[32]
- Sardolutra Willemsen, 1992[33] – jedynym przedstawicielem był Sardolutra ichnusae (Malatesta, 1977)
- Satherium Gazin, 1934[34]
- Sivaonyx Pilgrim, 1931[35]
- Teruelictis Salesa, Antón, Siliceo, Pesquero, Morales & Alcalá, 2013[36] – jedynym przedstawicielem był Teruelictis riparia Salesa, Antón, Siliceo, Pesquero, Morales & Alcalá, 2013
- Torolutra Petter, Pickford & Howell, 1991[37] – jedynym przedstawicielem był Torolutra ougandensis Petter, Pickford & Howell, 1991
- Tyrrhenolutra Hürzeler, 1987[38] – jedynym przedstawicielem był Tyrrhenolutra helbingi Hürzeler, 1987
- Vishnuonyx Pilgrim, 1932[39]